# مصطفى البياز
مصطفى البياز لاعب كرة قدم مغربي ولد في 12 فبراير 1960.
شارك مع منتخب بلاده في كأس العالم 1986

## روابط خارجية
- مصطفى البياز على موقع الاتحاد الدولي (مؤرشف)  (الإنجليزية)
- مصطفى البياز على موقع قاعدة بيانات كرة القدم.إي يو (الإنجليزية)
- مصطفى البياز على موقع ناشيونال فوتبول تيمز (الإنجليزية)
- مصطفى البياز على موقع عالم كرة القدم.نت (الإنجليزية)
- مصطفى البياز على موقع أوليمبيديا (الإنجليزية)